# Prodoxus dicipiens
Prodoxus dicipiens is een vlinder uit de familie van de yuccamotten (Prodoxidae). De wetenschappelijke naam van de soort is voor het eerst geldig gepubliceerd in 1880 door Riley.